# Rusinowo (województwo pomorskie)
Rusinowo – wieś w Polsce położona w województwie pomorskim, w powiecie kwidzyńskim, w gminie Sadlinki.
W latach 1975–1998 miejscowość położona była w województwie elbląskim.